# Francesco Florimo
Francesco Florimo (ur. 12 października 1800 w San Giorgio Morgeto, zm. 18 grudnia 1888 w Neapolu) – włoski kompozytor, teoretyk muzyki i bibliotekarz.
Od 1851 dyrektor biblioteki klasztoru San Pietro a Majella w Neapolu. Stworzył bogatą kolekcję manuskryptów mistrzów szkoły neapolitańskiej. Fundator nagrody im. Belliniego, przyznawanej młodym kompozytorom. Komponował utwory na fortepian, skrzypce, msze oraz inne utwory religijne.

## Twórczość
- Sinfonia funebre per la morte di Bellini,
- Cantata in onore del Duca di Noia op. 1.,
- Cenno storico sulla scuola musicale di Napoli (t. 1−4, 1869–1884).

## Życiorys
- Biografia w answers.com. [dostęp 2012-01-23]. (ang.).